# Orwell Glacier
Orwell Glacier är en glaciär i Antarktis. Den ligger i Sydorkneyöarna. Argentina och Storbritannien gör anspråk på området. Orwell Glacier ligger 20 meter över havet. Den ligger på ön Signy. Orwell Glacier ligger vid sjön Changing Lake.
Terrängen runt Orwell Glacier är kuperad åt nordväst, men söderut är den platt. Trakten är obefolkad. Det finns inga samhällen i närheten. 